# Wypowiedzi mylące znaczenia
Wypowiedź myląca znaczenia – wypowiedź, której rozumienie zgodne z jej znaczeniem w danym języku byłoby niezgodne z treścią intencji mówiącego.
Przykłady:
(1) Z okazji śmierci męża ślemy wyrazy głębokiego współczucia.
W kontekście tej wypowiedzi zwrot „z okazji” jest niewłaściwie użyty, powinno być „z powodu” („w związku z”).
(2) W związku ze śmiercią mojej matki proszę o wypłacenie mi ekwiwalentu pieniężnego.
W kontekście tej wypowiedzi słowo „ekwiwalent” – znaczące tyle co „równowartość” – w ogóle nie ma zastosowania. Należy go zastąpić wyrażeniem o zupełnie innym znaczeniu – „przysługująca mi zapomoga”.
(3) Dzięki swemu kalectwu nie może biedak dostać pracy.
W kontekście tej wypowiedzi słowo „dzięki” zostało użyte w niewłaściwy sposób, w znaczeniu „z powodu”.
Na podstawie tych przykładów zauważyć można, że wypowiedź myląca znaczenia nie musi prowadzić do nieporozumień, ponieważ, z reguły, mimo zawartego w niej błędu, rozumiemy, dzięki wyraźnemu kontekstowi informacyjnemu, daną wypowiedź zgodnie z intencją nadawcy informacji.
Kontekst informacyjny wyznaczany jest przez następujące trzy warunki:
1. niedorzeczność treści wypowiedzi na gruncie danego języka wyklucza możliwość zgodności owej treści z intencją nadawcy informacji;
2. mamy prawo założyć, że nadawca informacji chciał przekazać informację sensowną;
3. w wypowiedzi znajduje się dostateczna liczba wyrazów lub zwrotów użytych w ich właściwych znaczeniach.

## Wypowiedzi mylące
Wypowiedź myląca znaczenia prowadzić może do poważnych nieporozumień. Ma to miejsce zwłaszcza wtedy, gdy treść wypowiedzi mylącej znaczenia jest sensowna również i przy jej dosłownym rozumieniu. W takim przypadku odbiorca informacji nie wie, że nadawca informacji ma na myśli coś innego, niż wynika to z sensu samej informacji. Tego typu błąd nazywa się – nie wypowiedzią mylącą znaczenia, lecz – wypowiedzią mylącą.
Przykład:
Na egzaminie profesor zapytał studenta: „Co się stało z Biblioteką Załuskich?”.
Po kilku odpowiedziach studenta, prawidłowych ze względu na sens zadanego pytania, które profesor kwitował tak: „Nie o to mi idzie”, okazało się, iż oczekiwał następującej odpowiedzi: „Była to pierwsza publiczna biblioteka w Polsce”. Tyle że student nie miał podstaw do przypuszczeń, że o taką właśnie odpowiedź chodzi egzaminatorowi.